# Zonites santoriniensis
Zonites santoriniensis is een slakkensoort uit de familie van de Zonitidae. De wetenschappelijke naam van de soort is voor het eerst geldig gepubliceerd in 1987 door Riedel & Norris.